# Quatuor à cordes no 2 de Dohnányi
Pour les articles homonymes, voir Quatuor à cordes no 2.
Le Quatuor à cordes no 2 en ré bémol majeur opus 15 est une composition de musique de chambre d'Ernst von Dohnányi. Composé en 1906-07, sa structure en deux mouvements lents encadrant un presto rappelle le schéma pré-classique tout autant qu'il préfigure le quatuor moderne (e.g. les deux premiers quatuors de Béla Bartók).
Il est créé en novembre 1907 par le Quatuor Klinger à Berlin.

## Structure
1. Andante
2. Presto accaciato
3. Molto adagio

- Durée d'exécution : 25 minutes.